# Agawam
Agawam es una ciudad ubicada en el condado de Hampden en el estado estadounidense de Massachusetts. En el Censo de 2010 tenía una población de 28.438 habitantes y una densidad poblacional de 450,89 personas por km².

## Geografía
Agawam se encuentra ubicada en las coordenadas 42°3′53″N 72°39′13″O / 42.06472, -72.65361. Según la Oficina del Censo de los Estados Unidos, Agawam tiene una superficie total de 63.07 km², de la cual 60.37 km² corresponden a tierra firme y (4.28%) 2.7 km² es agua.

## Demografía
Según el censo de 2010, había 28.438 personas residiendo en Agawam. La densidad de población era de 450,89 hab./km². De los 28.438 habitantes, Agawam estaba compuesto por el 94.59% blancos, el 1.5% eran afroamericanos, el 0.16% eran amerindios, el 1.77% eran asiáticos, el 0% eran isleños del Pacífico, el 0.75% eran de otras razas y el 1.24% pertenecían a dos o más razas. Del total de la población el 3.31% eran hispanos o latinos de cualquier raza.